# Brabrand Sogn
Brabrand Sogn er et sogn i Århus Vestre Provsti (Århus Stift).
I 1800-tallet var Sønder Årslev Sogn anneks til Brabrand Sogn. Begge sogne hørte til Hasle Herred i Århus Amt. Brabrand-Sønder Årslev sognekommune blev ved kommunalreformen i 1970 indlemmet i Aarhus Kommune.
I 1977 blev Gellerup Sogn udskilt efter at Gellerup Kirke var indviet i 1976. I 1984 blev Skjoldhøj Sogn udskilt efter at Skjoldhøj Kirke var indviet samme år.
I Brabrand Sogn ligger Brabrand Kirke.
I sognet findes følgende autoriserede stednavne:
- Brabrand (bebyggelse, ejerlav)
- Brabrand Sø (vandareal)
- Engmarken (bebyggelse)
- Grydhøj (areal)
- Holmstrupgård (bebyggelse, ejerlav)
- Præstevangen (bebyggelse)
- Rætebøl (bebyggelse)
- Todderup (bebyggelse)
- True (bebyggelse, ejerlav)
- True Mark (bebyggelse)